# Kovosvit
Kovosvit MAS Machine Tools a.s. je český podnik působící v oboru lehkého strojírenství, vyrábějící obráběcí stroje. Společnost působí v Sezimově Ústí. V dubnu 2024 s ní bylo zahájeno insolvenční řízení a v rámci toho byl v srpnu 2024 vyhlášen úpadek společnosti.

## Historie
V roce 1903 založil Tomáš Baťa ve Zlíně závod na výrobu obuvnických strojů. Ten se postupně rozrůstal a v roce 1936 vznikla značka MAS nabízející frézky a soustruhy. Závod MAS, tedy Moravské a Slovenské strojírny začal vznikat ve slovenském Partizánském v roce 1938, ale po odtržení Slovenska od Česka se hledalo nové místo až se našlo v roce 1939 v Sezimově Ústí v místě nazývaném Velký Dvůr. Nový závod dostal název Moravské akciové strojírny Zlín, pobočný závod Sezimovo Ústí, zkratka MAS tak zůstala zachována. V letech 1939 až 1944 postavila v lokalitě Zlínská stavební z koncernu Baťa fabriku a novou část města určenou pro zaměstnance závodu a jejich volný čas.
Po zestátnění v roce 1948 probíhaly četné restrukturalizace. Závod se stal součástí národního podniku Baťa, Zlín. V následném roce přešel zlínský podnik na Svit, n.p., Gottwaldow a v Sezimově Ústí byl vytvořen podnik Kovosvit. V roce 1950 přibyl závod v Písku, v roce 1958 v Holoubkově (bývalý TOS Holoubkov) a v roce 1975 závod v Dobříši. V roce 1980 byl podnik začleněn do Výrobní hospodářské jednotky (VHJ) Továrny strojírenské techniky. V roce 1989 byla VHJ zrušena a z Kovosvitu se stal nejprve státní podnik a o rok později byla založena akciová společnost.
Po roce 1990 došlo k četným restrukturalizacím. V roce 1990 vznikla společnost KOVOSVIT, a.s. (IČO 00009415), do které byl vložen celý majetek státního podniku Kovosvit a společnost byla následně privatizována. V roce 2002 vznikla společnost KOVOSVIT MAS, a.s. (IČO 26047284), na kterou přešel závod v Sezimově Ústí. Součástí holdingu Kovosvit byl i písecký závod, který přešel pod Kovosvit DS, a.s. (IČO 26042207). Holding spadal pod KKCG. V roce 2009 se projevila krize, Kovosvit MAS přišel o 60 % tržeb a musel propustit mnoho zaměstnanců, společnost ale přežila.
V letech 2010 až 2011 holding patřil pod Bonotrans Group, pak ho vlastnil podnikatel František Komárek. Společnost v letech 2013 až 2016 společně s ruskou finanční skupinou MTE investoval velké prostředky do výroby obráběcích strojů v Azově, v roce 2015 v Rusku zakoupil konkurenční podnik Sasta. Na ruskou ekonomiku ale dopadly po začátku války na Donbase mezinárodní sankce a hodnota investic prudce poklesla. V roce 2016 kvůli dluhům společnosti banky zmrazily účty, Komárek jí prodal společnosti INDUSTRY INNOVATION a.s. Michala Strnada, který společnost stabilizoval.
V roce 2018 došlo k další restrukturalizaci, společnost byla rozdělena na KOVOSVIT MAS Management, a.s. (IČO 07398778), výrobce obráběcích strojů KOVOSVIT MAS Machine Tools, a.s. (07333536) a slévárnu KOVOSVIT MAS Foundry, a.s. (IČO 06978347). V roce 2020 Strnad společnosti prodal ruským majitelům. Společnost Kovosvit MAS Machine Tools se následně dostala do ekonomických problémů, od března 2024 svým zaměstnancům nevyplácla mzdy. V dubnu 2024 s ní bylo zahájeno insolvenční řízení a v rámci toho byl v srpnu 2024 vyhlášen úpadek společnosti.

## Závod Písek
Areál továrny Kovosvit, a.s., závod Písek z roku 1949 se nacházel v Písku v ulici Za Pazdernou 5, byl původně určen pro podnik Amati Kraslice (Harmonika). Ze skromných počátků se továrna rozrostla o vysoké výrobní a montážní haly, sklady, kalírnu a energocentrum. Naproti závodu se nacházelo velké parkoviště pro zaměstnance. Později byla k závodu přičleněna také bývalá Kořánova slévárna. K továrně náležela ještě nad parkovištěm stojící panelová ubytovna a také vila z roku 1940, která byla postavena vedle vrátnice. Ve vile bydlel v 50. letech ředitel závodu, později zde měl sídlo závodní lékař a byla zde také zubní ordinace. Kovosvit Písek, DS, v posledních letech své existence vyráběl jednovřetenové soustružnické automaty křivkové a s numerickým řízením včetně příslušenství, radiální vrtačky, malé hobby soustruhy (MAHOS) a vrtačková sklíčidla. Zaměstnanci závodu (servisní oddělení) prováděli také poradenský servis v oblasti obrábění na soustružnických automatech, servis, seřizování a uvádění automatů do provozu přímo u zákazníků. Počátkem roku 2006 byla činnost závodu ukončena. Vybavení závodu bylo rozprodáno, budovy zakoupila společnost Amtek Precision Engineering Czech Republic s.r.o. Ta se později spojila s firmou Interplex Precision Engineering Czech Republic s. r. o., která písecký závod převzala.

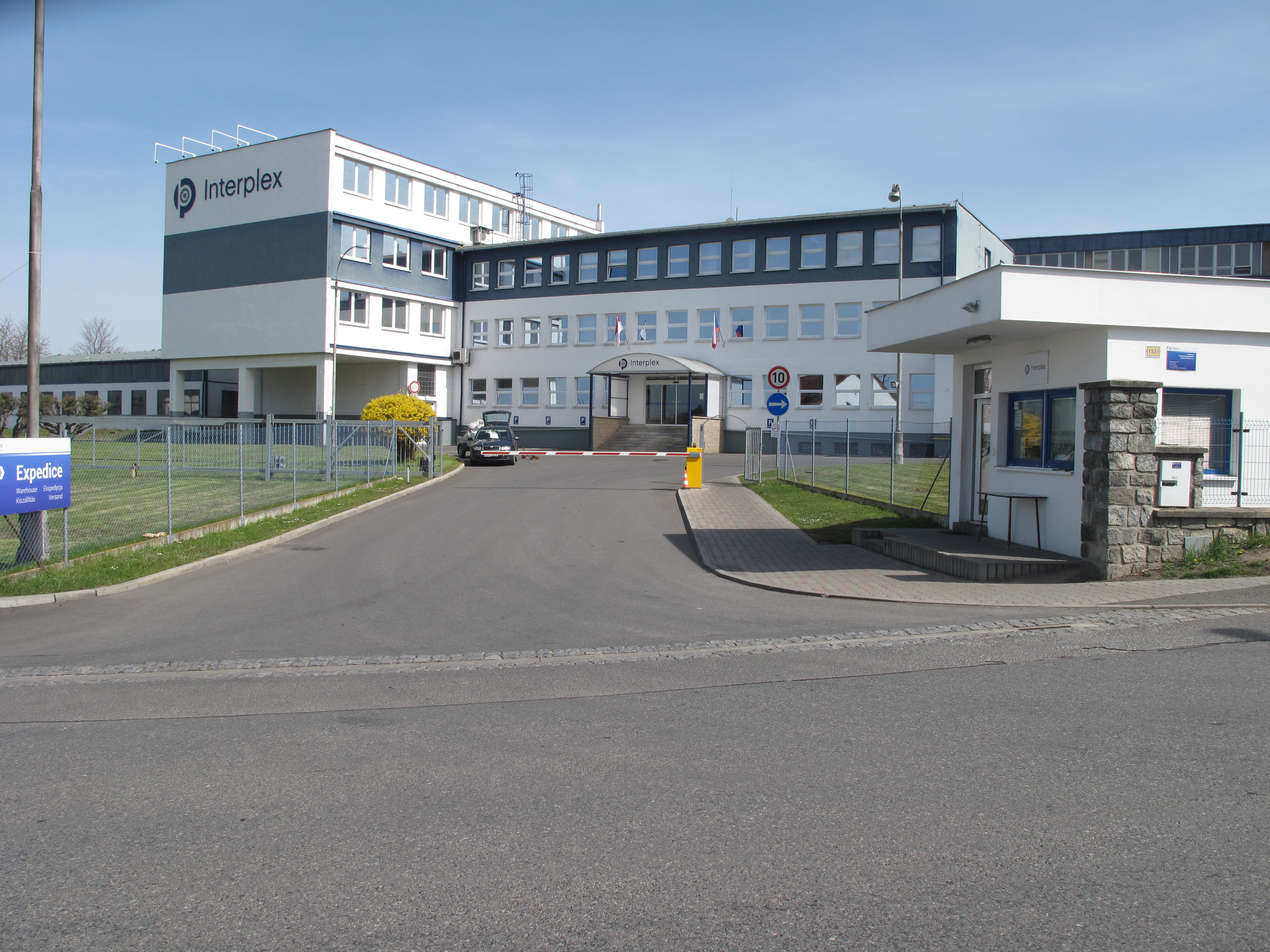
Hlavní brána bývalého píseckého Kovosvitu v ulici za Pazdernou
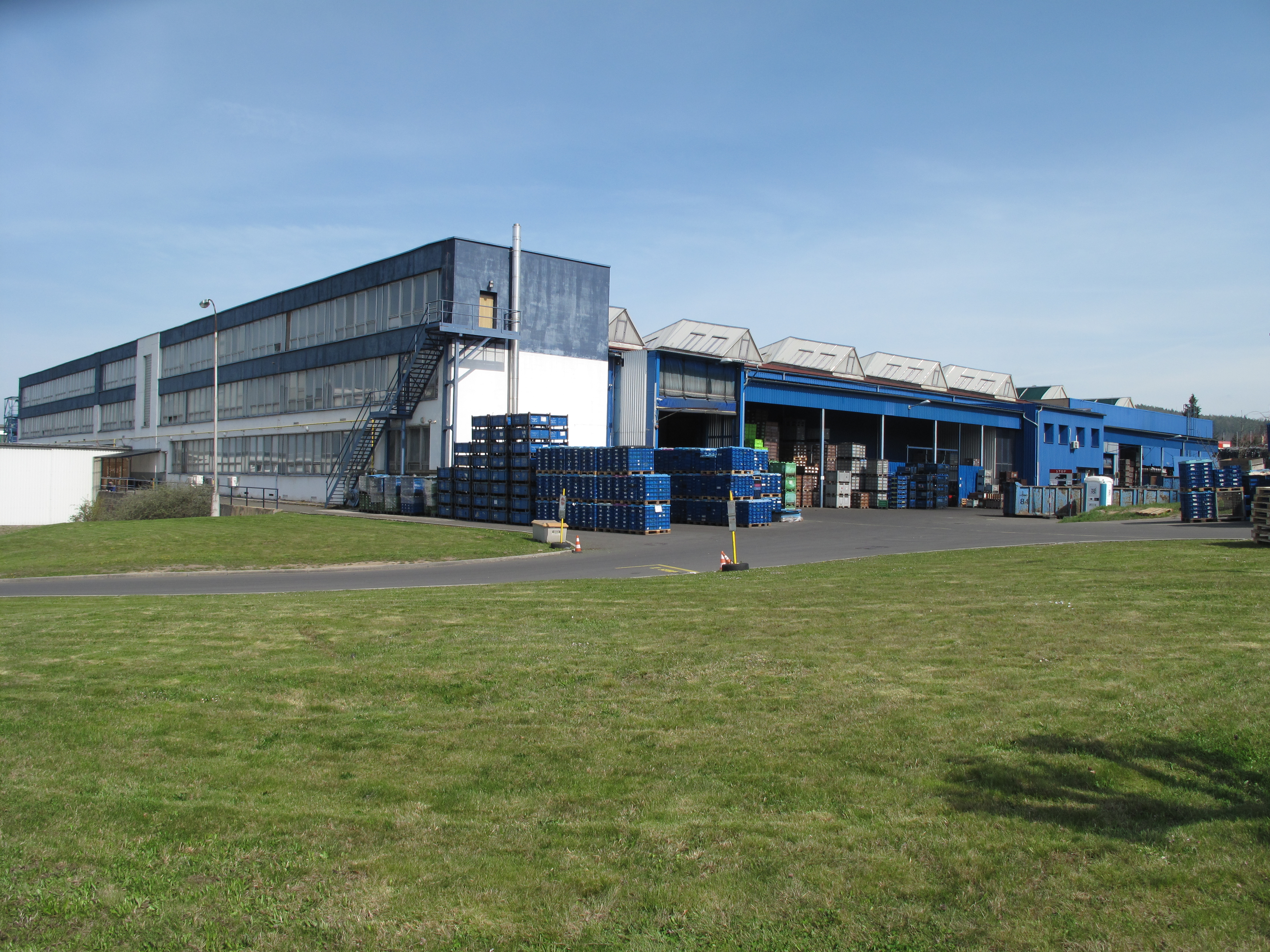
Pohled na fabriku
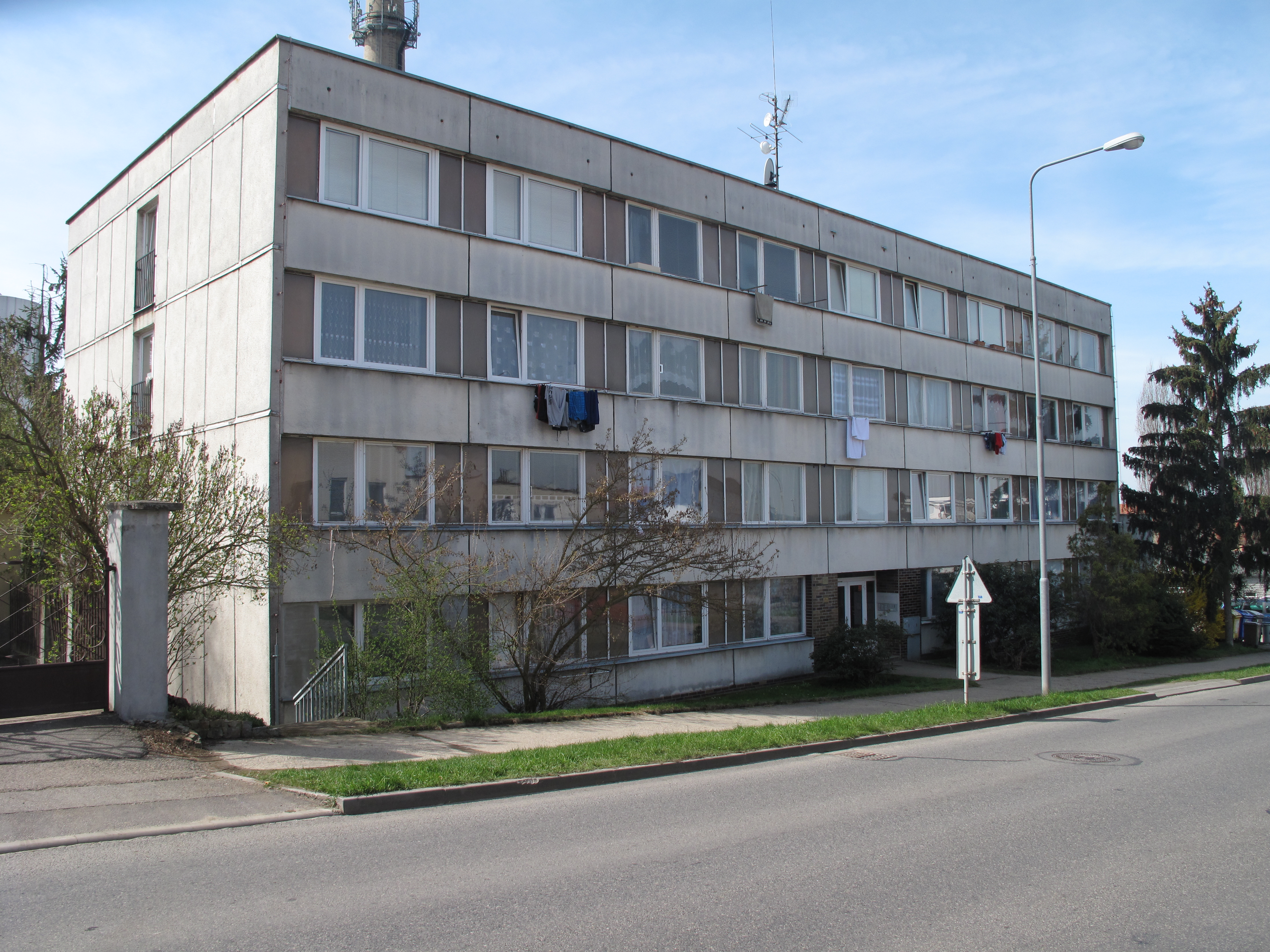
Bývalá ubytovna Kovosvitu naproti továrně

## Produkty
Po dobu svojí existence se firma zaměřovala na výrobu obráběcích strojů jako jsou soustružnické automaty, vrtačky, obrážečky, ostřičky, hoblovky a další. Vedle toho vyráběla i nářadí a měřidla, hydraulické kopírovací nářadí, držáky a za 2. světové války kola.